# Augias
Na mitologia grega, Áugias ou Augias (em grego, Ἀυγείας – "brilho") foi um rei de Élida e marido de Epicaste. Augias foi um dos Argonautas.
Ele é famoso por seus estábulos, que guardavam o maior número de gado bovino daquela região e jamais haviam sido limpos – até a época do grande herói Hércules.
A linhagem de Augias varia nas origens: segundo Pausânias, ele é o filho e sucessor do rei Élio de Élis, e menciona como exagerada a versão de que ele é filho do deus Hélio. Outros autores [carece de fontes?] mencionam ele ter sido filho de Hélio e Nausídame, ou do rei Élio de Elis e Nausídame, ou de Posídon, ou de Forbas. Os filhos dele foram Epicasta, Fileu, Agamede (a mãe de Díctis com Posídon), Agástenes e Eurito.

## O quinto trabalho de Hércules
O quinto dos trabalho de Hércules foi limpar os estábulos de Augias em um dia. Isto era visto como humilhante (mais do que incrível, como os trabalhos anteriores) e impossível, já que o gado era divinamente sadio (imortal) e assim produzia um enorme quantidade de esterco. Mas Héracles o cumpriu em um dia, desviando o rio Alfeu para lavar os estábulos; e sem fazer nada que o desgraçasse e o tornasse indigno da imortalidade.
Na versão de Pausânias, Augias havia prometido algum prêmio a Héracles pela tarefa, e Héracles desviou o rio Mênio.
Na versão de Diodoro Sículo, este é o sexto trabalho (precedido pela expulsão dos pássaros do lago Estínfalo, e seguido pela captura do Touro de Creta)
O valor deste trabalho foi às vezes questionado porque as águas limparam os estábulos e porque Héracles foi pago.

## Guerra entre Héracles e Augias
Augias se irou, porque prometeu a Héracles um décimo de seu gado se os estábulos fossem de fato limpos em apenas um dia. Ele se recusou a cumprir isso, e se preparou para a guerra: primeiro exilou seu filho Fileu, que havia defendido Héracles, depois procurou arrumar aliados, oferecendo uma parte do reino aos filhos de Actor e a Amarinceu.
Na guerra que se seguiu, Héracles não conseguiu vencer Augias pela força, mas através da traição: quando os coríntios proclamaram uma trégua, Héracles preparou uma armadilha e assassinou os filhos de Actor. Segundo Diodoro Sículo, Héracles atacou uma procissão sagrada que havia saído de Élis para o istmo de Corinto em honra a Posídon, e neste ataque, próximo a Cleona, Héracles matou Eurito, filho de Augias.
Finalmente, Héracles tomou e saqueou Élis com um exército de argivos, tebanos e árcades, entregando seu governo e os prisioneiros a Fileu, o que salvou a vida de Augias. Segundo Diodoro Sículo, Héracles matou Augias. Em seguida, Héracles se dirigiu contra os aliados de Élis, Pilos e Pisa; ele atacou Pilos, mas foi impedido de atacar Pisa por um oráculo de Delfos.

## Fundação dos Jogos Olímpicos
Hércules então fundou os Jogos Olímpicos:
| “ | Os jogos que pela antiga tumba de Pélope o poderoso Hércules fundou, após ter vencido Cleatos, filho divino de Posídon, e vencido também Eurito, que ele pode ter pulsado do tirano Aúgias contra recompensá-lo por serviço prestado. | ” |

## Reinado de Fileu
Fileu organizou Élis, e voltou para Dulíquio. Augias morreu de velhice, e foi sucedido no reino por três reis: seu filho Agástenes, e seus genros Amfímaco e Tálpio, filhos de Actor.